# 布罗采尼站
布罗采尼站是叶尔加瓦-利耶帕亚铁路线上的一个铁路车站，车站建于1927年，是布罗采尼镇主要的铁路车站；车站的设施有2个站台和4条股道。